# Schlacht von Kambula
Isandhlwana – Nyezane – Rorke’s Drift – Ntombe – Hlobane – Kambula – Gingindlovu – Ulundi
Die Schlacht von Kambula wurde am 29. März 1879 im Rahmen des Zulukriegs geschlagen. Die britischen Truppen unter Evelyn Henry Wood siegten dabei über eine Armee der Zulu unter Ntshingwayo Khoza.

## Vorgeschichte
1843 wurde das Gebiet der vormaligen Burenrepublik Natalia als Kolonie Natal formell von den Briten annektiert. Der mächtige militaristische Zulustaat in der Nachbarschaft erschien den Briten aber als Bedrohung ihrer Siedlungen in Natal. Im Januar 1879 drangen deshalb englische Kolonialtruppen unter Lord Chelmsford von Natal aus in das Zulureich König Cetshwayos ein. In der Schlacht bei Isandhlwana am 22. Januar 1879 erlitten die Briten eine katastrophale Niederlage, bei der von den beteiligten 1.800 britischen Soldaten mehr als 1.300 fielen.
Während die mittlere und die rechte Abteilung der Briten nach der Katastrophe bei Isandhlwana zurückgedrängt wurden, stand die linke Abteilung unter Evelyn Wood allein im Zululand. Am 28. März kam es zu einem Gefecht zwischen Woods Kavallerie, unter Redvers Buller, und der Hauptarmee der Zulu bei Hlobane, in dem die Zulu siegreich waren.

## Die Schlacht
Wood hatte nach der Niederlage von Hlobane bei Kambula eine befestigte Stellung bezogen. Ihm unterstanden 1.200 Mann Infanterie, 650 Mann Kavallerie und 120 Artilleristen mit 6 Kanonen, insgesamt ca. 2.000 Mann. Ihm gegenüber stand die Hauptstreitmacht der Zulu unter Ntshingwayo Khoza, der schon in der Schlacht bei Isandhlwana die Briten geschlagen hatte. In der Zulustreitmacht kämpften auch Impis, die ebenfalls schon bei Isandhlwana kämpften und mit den dort erbeuteten Feuerwaffen ausgerüstet waren. Die Schlacht begann gegen 13:30 Uhr. Die Zulu griffen in mehreren Wellen bis ca. 17:30 Uhr erfolglos die britische Stellung an, wobei sie Verluste von etwa 800 Mann allein an Toten zu beklagen hatten. Dann begann Wood mit dem Gegenangriff, bei dem schätzungsweise nochmals mindestens 300 Zulu getötet wurden.

## Ergebnis
Durch die Niederlage bei Kambula wurde die Moral der Sieger von Isandlwana deutlich geschwächt und die der Briten wiederhergestellt. Lord Chelmsford begann im Sommer seine Armee umzustrukturieren und konnte am 4. Juli in der Schlacht bei Ulundi in der Nähe der Hauptstadt der Zulu deren Streitmacht vernichten.